# Europejska Nagroda Muzyczna MTV dla najlepszego bałtyckiego wykonawcy
Europejska Nagroda Muzyczna MTV dla najlepszego bałtyckiego wykonawcy - nagroda przyznawana przez redakcje trzech bałtyckich państw (MTV Litwa, MTV Estonia i MTV Litwa & Łotwa) podczas corocznego rozdania MTV Europe Music Awards. Nagrodę dla najlepszego bałtyckiego wykonawcy po raz pierwszy przyznano w 2006 r. O zwycięstwie decydują widzowie za pomocą głosowania internetowego i telefonicznego (smsowego). 

## Nominacje i zwycięzcy
- 2006 	Brainstorm
  - InCulto
  - Skamp
  - Tanel Padar
  - Vanilla Ninja

- 2007 	Jurga
  - Double Faced Eels
  - Skamp
  - The Sun
  - Tribes of the City

- 2008 	Happyendless
  - Detlef Zoo
  - Jurga
  - Kerli
  - Rulers of the Deep

- 2009 	Leon Somov & Jazzu
  - Chungin & the Cats of Destiny
  - DJ Ella
  - Flamingo
  - Popidiot